# Palais des Térems
Le palais des Térems (russe : Теремной дворец) ou du  Belvédère est un palais situé dans l'enceinte du Kremlin à Moscou en Russie, qui servait naguère de lieu de résidence aux tsars. Aujourd'hui, le bâtiment n'est pas accessible au public, car il sert de résidence officielle au président de la fédération de Russie.
Il illustre dans l'architecture civile du XVIIe siècle le style du baroque moscovite ou le style ouzorotché ainsi que le développement de l'architecture civile à cette époque. Il servira de modèle au palais de Kolomenskoïe et à de nombreuses demeures de boyards.

## Architecture extérieure
Ce petit bâtiment de brique, dont le nom est dérivé du mot grec τέρεμνον, signifiant « logement », a été édifié entre 1635 et 1637, par les architectes Bajen Ogourtsov, Trefil Chatourine, Antip Konstantinov et Larion Ouchakov. C'est le tsar Michel Ier Feodorovitch qui en demanda la construction.
Les deux étages inférieurs datent toutefois des XVe – XVIe siècles et sont l'œuvre de l'architecte ingénieur Alosius de Milan (appelé aussi Alevisio) en 1499-1508. Ils ont conservé une arcature aveugle typique du Quattrocento.

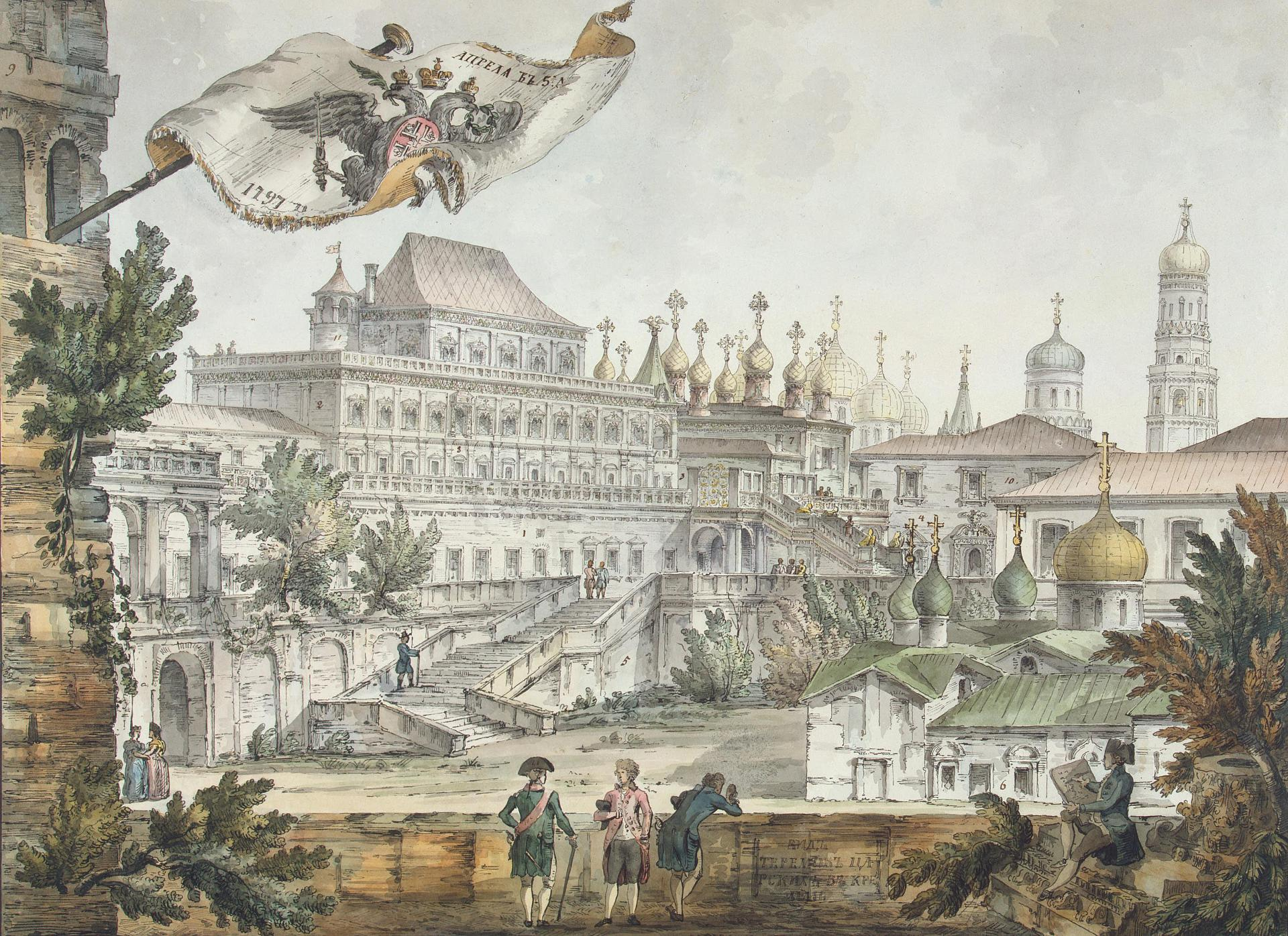
Aquarelle de Giacomo Quarenghi (1797)
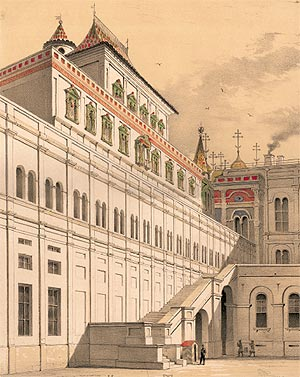
Arcatures aveugles du premier étage
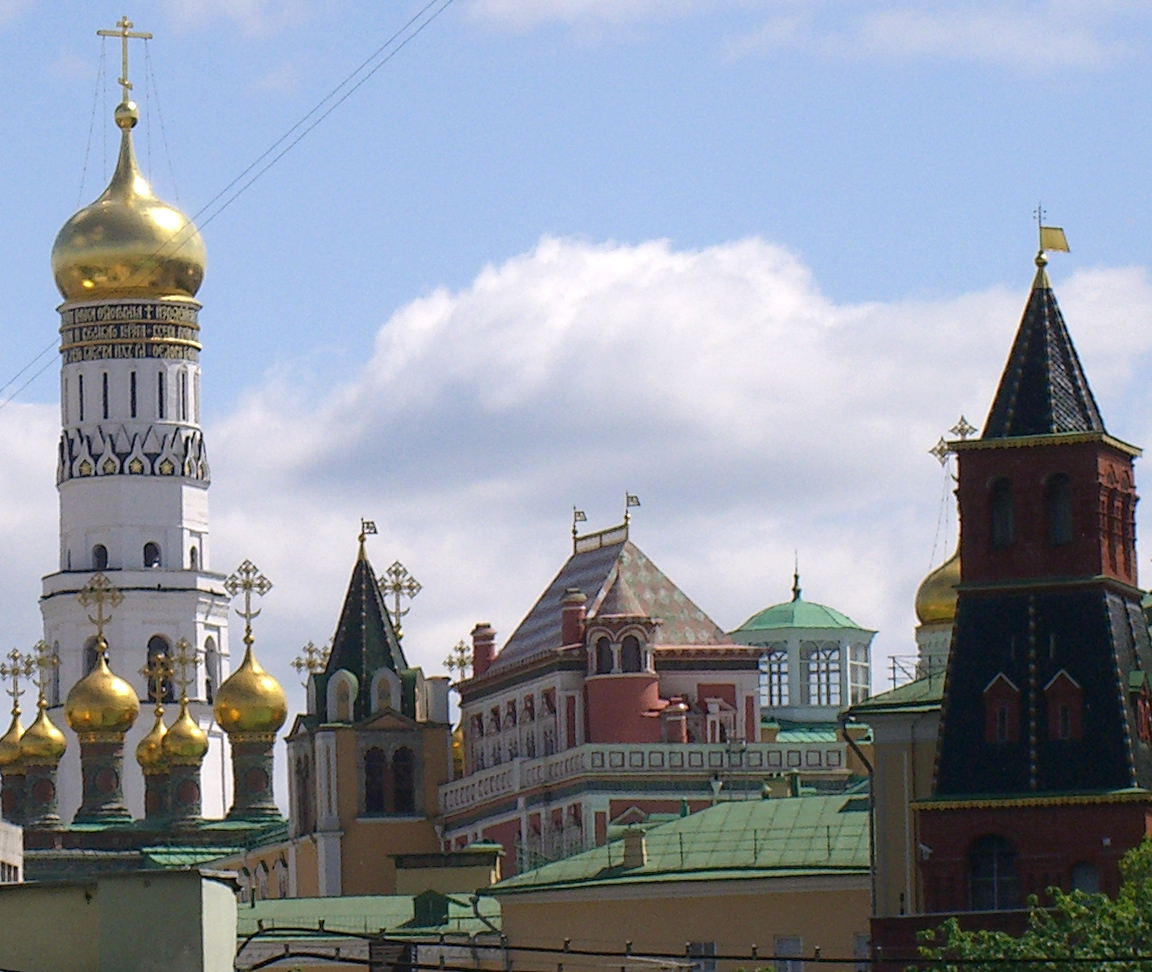
Toits du palais vus de la rue Mokhovaïa

Il s'agit d'un véritable chef-d'œuvre, dont l'architecture est inspirée par l'isba russe traditionnelle en bois. Toutefois les progrès techniques ont permis de recourir à des tirants et des chaînages en fer pour rendre la maçonnerie plus résistante à la poussée des voûtes et permettre de réduire l'épaisseur des murs des soutiens. Le niveau supérieur est le petit Terem (ou Teremok), vaste pièce aménagée par le tsar Michel pour ses fils Alexis et Ivan. Il est isolé du reste de l'édifice et se trouve entouré d'une terrasse-promenoir formant belvédère. Ce Teremok correspond au grenier des architectures en bois. Il est surmonté d'un toit à quatre versants, encadré de perrons couverts fort pittoresques avec leurs toitures pyramidales. La toiture fort pentue est couronnée d'un épi de crête ajouré et doré.
La façade principale des Terems présente de nombreux témoignages de l'influence de l'architecture d'Europe du Nord et d'Europe centrale. Le rythme est rendu harmonieux par les nombreux pilastres inhabituels à l'époque. Les fenêtres profondes sont doubles sur un étage (sans doute à la suite d'une inspiration venant de celles du palais à Facettes), à clés pendantes pour l'étage supérieur. Les chambranles des portes et fenêtres sont décorés de moulures de couleurs vives. Ils offrent un curieux mélange de motifs italiens et orientaux : des lions des griffons ailés, des aigles bicéphales apparaissent au milieu d'arabesques et de rinceaux Renaissance.
La partie fort ouvragée de l'étage supérieur présente des frontons brisés, pour la première fois dans l'architecture russe. Ils se généraliseront dans la seconde partie du XVIIe siècle. Des caissons décoratifs  sont sculptés sur le parapet de la terrasse. Les corniches sont ornées de faïences bleues. Sur le côté est du palais se trouvent trois églises servant de chapelles privées au tsar. Ces chapelles privées sont coiffées de onze coupoles décorées de carreaux de faïence polychrome et de croix dorées.

## Architecture intérieure
Les cinq niveaux se répartissent les fonctions du bâtiment comme suit :
- le rez-de-chaussée était destiné à la conservation de l'eau, les bougies et les légumes en conserve.
- le premier étage était occupé par les ateliers de la tsarine, où étaient confectionnés les vêtements de la famille royale.
- le deuxième étage comprend une salle de bains, approvisionnée par un château d'eau.
- le troisième étage, surplombant la Moskova, était occupé par les appartements du tsar, comprenant une chambre à coucher, une salle de prière, la salle du trône, et la salle du bureau du tsar. Devant cette dernière se trouve une boîte destinée à recevoir des pétitions.
- le quatrième étage comprend une pièce secrète où le tsar tenait ses réunions privées.

De nouveaux principes règlent l'aménagement des pièces du palais : elles sont disposées en enfilade. Elles sont petites et peu éclairées. Les plafonds sont bas, les murs garnis de boiseries. Les encadrements de fenêtres, les poêles à carreaux sont ornés de motifs végétaux entrelacés, d'animaux héraldiques (des aigles). Les murs sont recouverts de peintures réalisées par Simon Ouchakov.

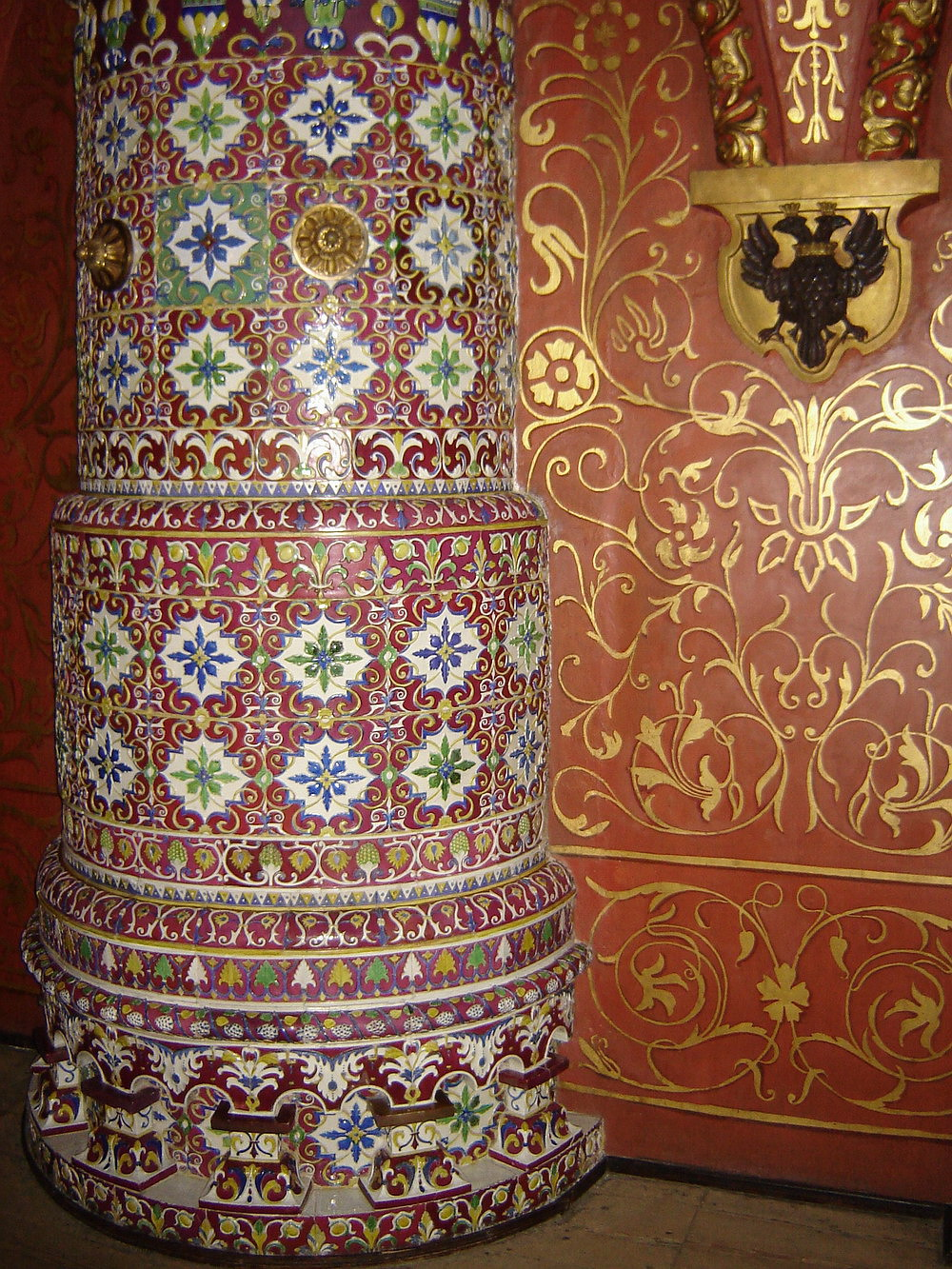
Pilier orné
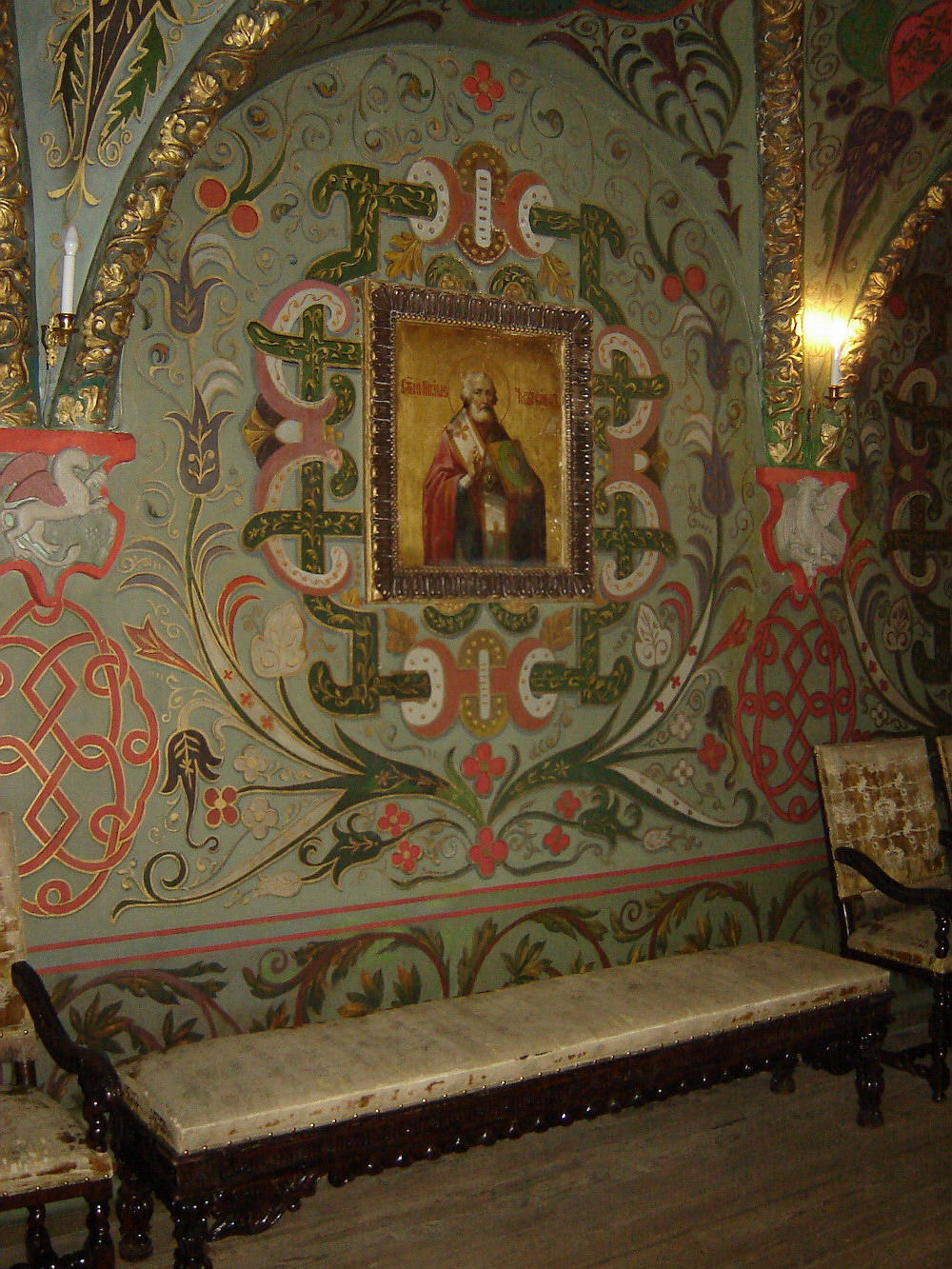
Icône
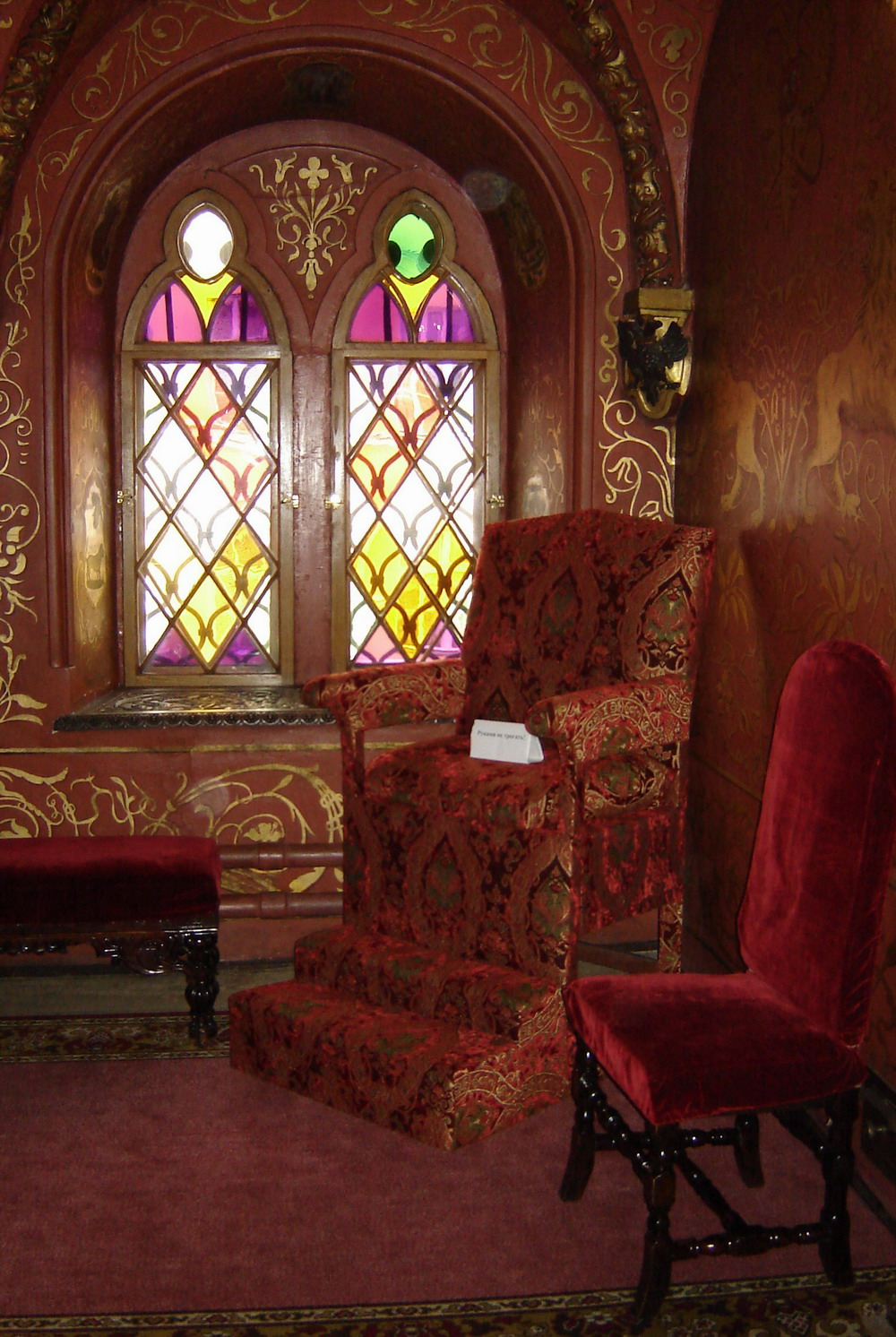
Vitrail